# 四工河
四工河，位于中华人民共和国新疆维吾尔自治区昌吉回族自治州阜康市境内的一条河流，发源于阜康市南部天山山脉博格达峰冰川西北侧冰舌尾端，自东南向西北流，出山口后，通过四工河渠首及干渠以及十运水库、黄土梁水库、大泉草原水库分别向城关镇、九运街镇、新疆生产建设兵团第六师六运湖农场、大泉牧场、市种羊场、小泉牧场等灌区供水，余水散失于北草滩以北荒漠。山口以上河长35千米，集水面积131平方千米，年均径流量0.25亿立方米。